# Икономика на Бутан
Бутан е аграрна страна. Икономиката ѝ е сред най-малко развитите в света.
Селското стопанство включва естествено земеделие и животновъдство. От селското и горското стопанство се добиват основни средства за съществуване на над 60% от населението. Силно развитие е получило терасното земеделие в долината на Пунакха, дзонгхаг Пунакха, като се отглеждат кардамон, ябълки, портокали и кайсии за азиатския пазар. Добивът на дървесина става в южните части под строг контрол.
Паричната единица е нгултрум. Курсът е вързан към индийската рупия, която също е обявена за легално платежно средство на цялата територия на Бутан. Курсът за 1 долар е 49,03 нгултрума. Инфлацията през 2003 година е била 3%.
Преобладават 3 главни отрасъла: производство на цимент, продоволствие и дървен материал. На външния пазар страната доставя дървен материал и изделия от дървесина, ориз, плодове, подправки. Освен това Бутан продава електроенергия на съседна Индия.
|  | Тази страница частично или изцяло представлява превод на страницата Economy of Bhutan и страницата „Экономика Бутана“ в Уикипедия на английски и руски език. Оригиналните текстове, както и този превод, са защитени от Лиценза „Криейтив Комънс – Признание – Споделяне на споделеното“, а за творби, създадени преди юни 2009 година – от Лиценза за свободна документация на ГНУ. Прегледайте историята на редакциите на оригиналните страници тук и тук, за да видите списъка на техните съавтори. ВАЖНО: Този шаблон се отнася единствено до авторските права върху съдържанието на статията. Добавянето му не отменя изискването да се посочват конкретни източници на твърденията, които да бъдат благонадеждни. |